# Olympische Sommerspiele 1924/Leichtathletik – Hammerwurf (Männer)

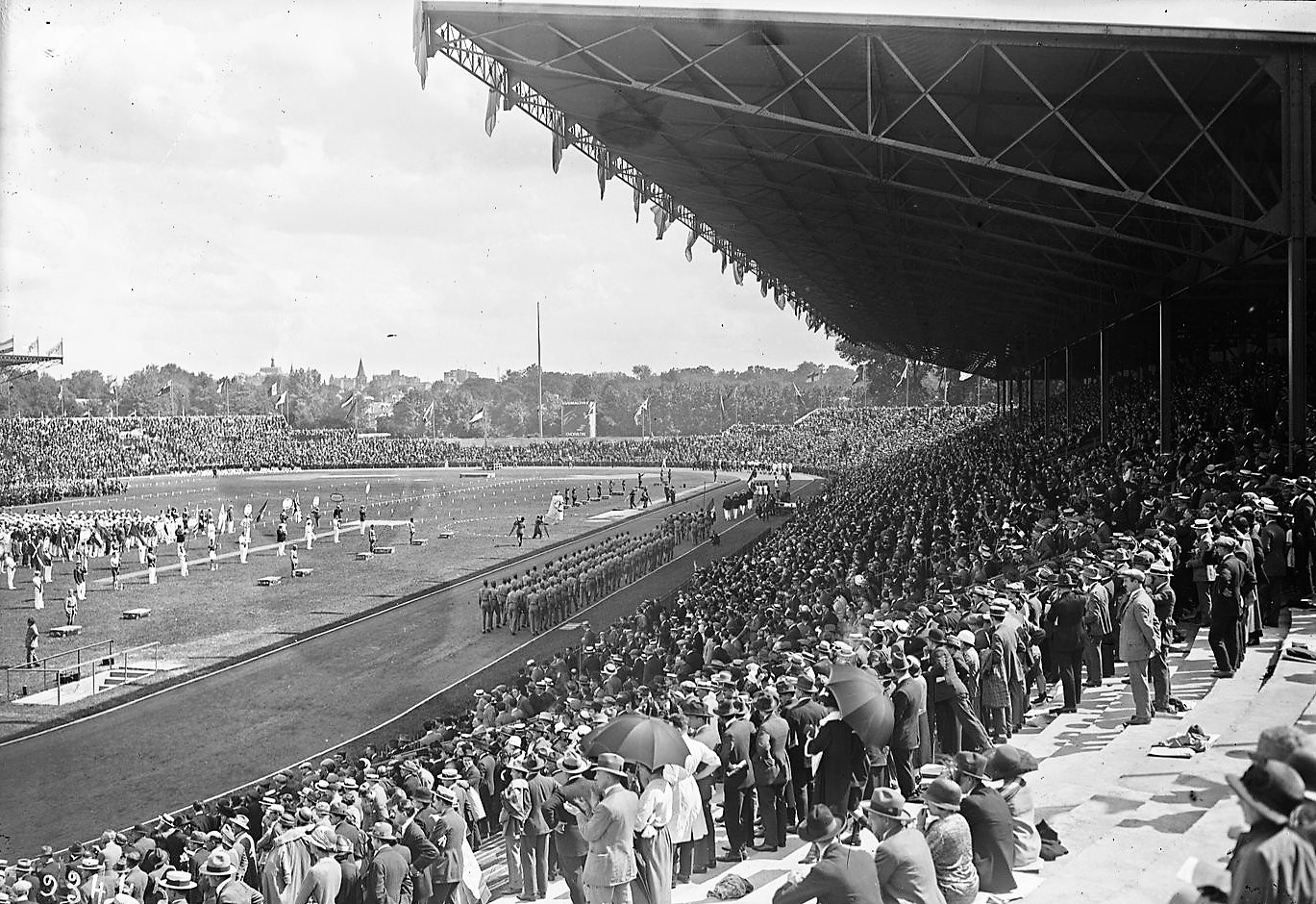
Das Olympiastadion während der Eröffnungszeremonie

Der Hammerwurf der Männer bei den Olympischen Spielen 1924 in Paris wurde am 10. Juli 1924 ausgetragen. Fünfzehn Athleten nahmen daran teil.
Olympiasieger wurde der US-Amerikaner Fred Tootell. Er gewann vor seinem Landsmann Matt McGrath, dem Sieger von 1912. Bronze gewann der Brite Malcolm Nokes.

## Bestehende Rekorde
| Weltrekord         | 57,77 m | Pat Ryan ( USA)     | New York, USA          | 17. August 1913 |
| Olympischer Rekord | 54,74 m | Matt McGrath ( USA) | OS Stockholm, Schweden | 14. Juli 1912   |

Der bestehende olympische Rekord wurde bei diesen Spielen um 1,445 m verfehlt.

## Durchführung des Wettbewerbs
Alle fünfzehn Athleten traten am 10. Juli zu einer Qualifikationsrunde an, die gemeinsam in einer Gruppe durchgeführt wurde. Für das Finale, das am selben Tag stattfand, qualifizierten sich die sechs besten Werfer daraus – hellblau unterlegt. Dabei gingen die im Vorkampf erzielten Weiten mit in das Endresultat ein,

## Qualifikation

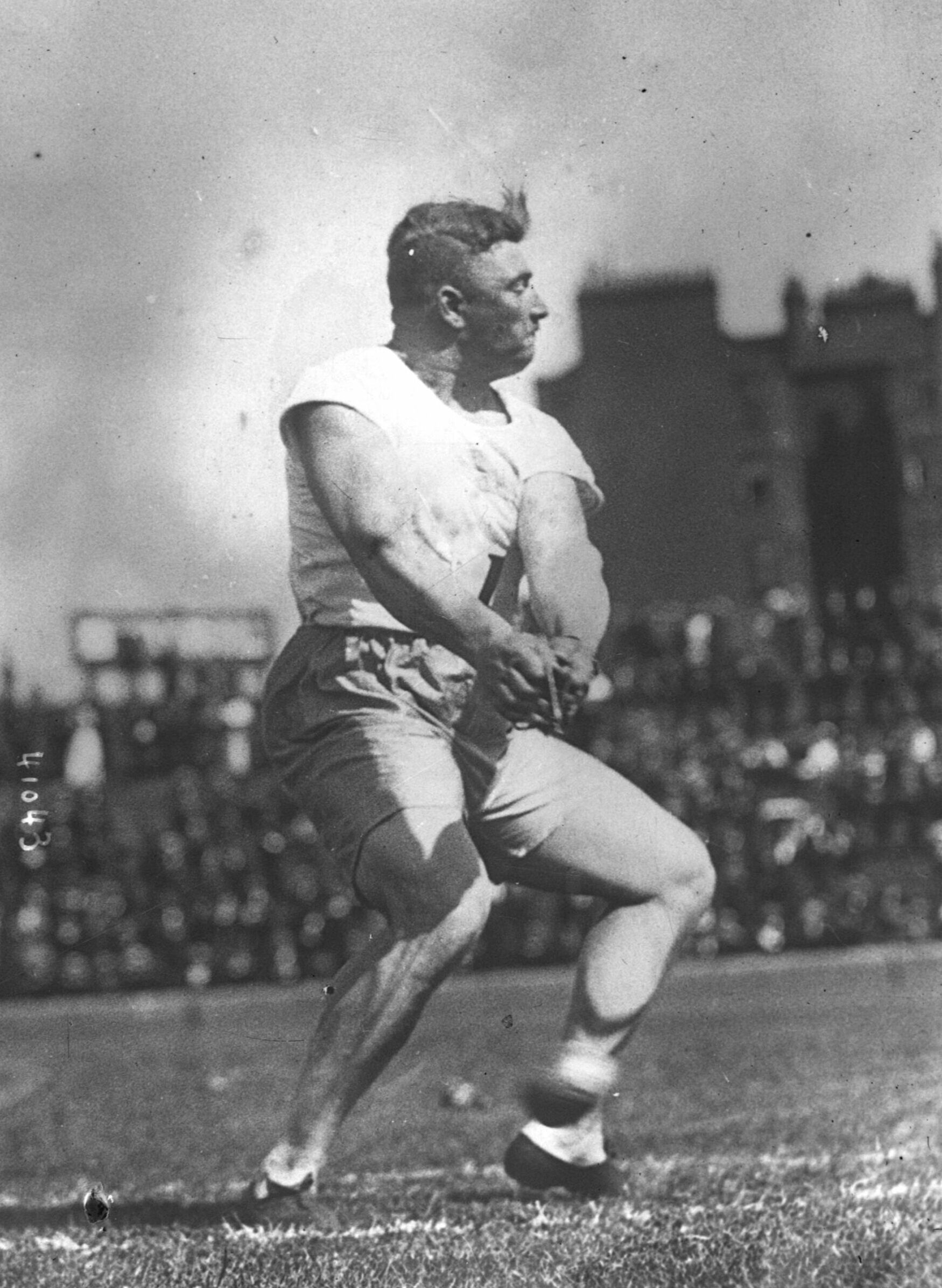
Carl Johan Lind – ausgeschieden mit 44,785 m

Datum: 15. Juli 1924
| Platz | Name            | Nation             | Weite    | Anmerkung |
| ----- | --------------- | ------------------ | -------- | --------- |
| 1     | Fred Tootell    | USA                | 50,600 m |           |
| 2     | Malcolm Nokes   | Großbritannien     | 48,875 m |           |
| 3     | Erik Eriksson   | Finnland           | 47,975 m |           |
| 4     | Matt McGrath    | USA                | 47,055 m |           |
| 5     | Ossian Skiöld   | Schweden           | 45,075 m |           |
| 6     | James McEachern | USA                | 44,935 m |           |
| 7     | Carl Johan Lind | Schweden           | 44,785 m |           |
| 8     | John Murdoch    | Kanada             | 42,480 m |           |
| 9     | Jack Merchant   | USA                | 41,455 m |           |
| 10    | Robert Saint-Pé | Frankreich         | 36,270 m |           |
| 11    | Karl Jensen     | Dänemark           | 36,265 m |           |
| 12    | Pierre Zaïdin   | Frankreich         | 36,155 m |           |
| 13    | Camillo Zemi    | Königreich Italien | 35,000 m |           |
| 14    | Octávio Zani    | Brasilien          | 33,895 m |           |
| NM    | Henk Kamerbeek  | Niederlande        | ogV      |           |

## Finale
Datum: 15. Juli 1924
| Platz | Name            | Nation         | Resultat | Qualifikationsweite | Finalweite                   |
| ----- | --------------- | -------------- | -------- | ------------------- | ---------------------------- |
| 1     | Fred Tootell    | USA            | 53,295 m | 50,600 m            | 53,295 m                     |
| 2     | Matt McGrath    | USA            | 50,840 m | 47,055 m            | 50,840 m                     |
| 3     | Malcolm Nokes   | Großbritannien | 48,875 m | 48,875 m            | keine Verbesserung im Finale |
| 4     | Erik Eriksson   | Finnland       | 48,740 m | 47,975 m            | 48,740 m                     |
| 5     | Ossian Skiöld   | Schweden       | 45,285 m | 45,075 m            | 45,285 m                     |
| 6     | James McEachern | USA            | 45,225 m | 44,935 m            | 45,225 m                     |

## Endstand

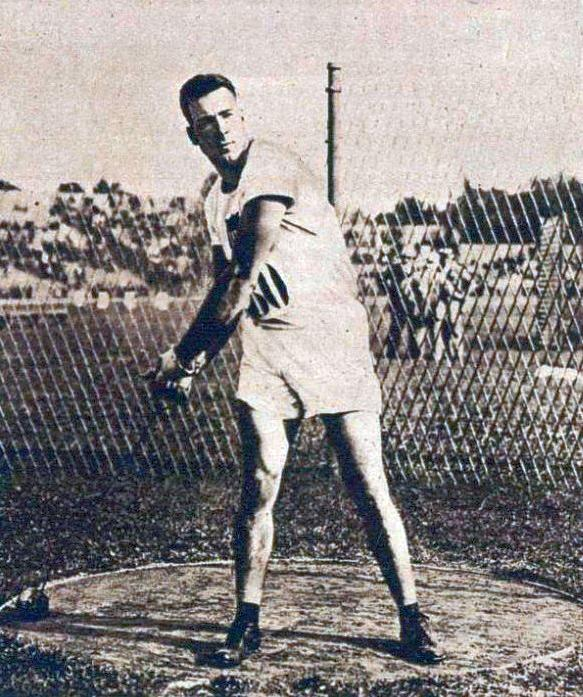
Fred Tootell wurde Olympiasieger

| Platz | Name            | Nation             | Resultat |
| ----- | --------------- | ------------------ | -------- |
| 1     | Fred Tootell    | USA                | 53,295 m |
| 2     | Matt McGrath    | USA                | 50,840 m |
| 3     | Malcolm Nokes   | Großbritannien     | 48,875 m |
| 4     | Erik Eriksson   | Finnland           | 48,740 m |
| 5     | Ossian Skiöld   | Schweden           | 45,285 m |
| 6     | James McEachern | USA                | 45,225 m |
| 7     | Carl Johan Lind | Schweden           | 44,785 m |
| 8     | John Murdoch    | Kanada             | 42,480 m |
| 9     | Jack Merchant   | USA                | 41,455 m |
| 10    | Robert Saint-Pé | Frankreich         | 36,270 m |
| 11    | Karl Jensen     | Dänemark           | 36,265 m |
| 12    | Pierre Zaïdin   | Frankreich         | 36,155 m |
| 13    | Camillo Zemi    | Königreich Italien | 35,000 m |
| 14    | Octávio Zani    | Brasilien          | 33,895 m |
| NM    | Henk Kamerbeek  | Niederlande        | ogV      |

Knapp 1,50 m blieb Olympiasieger Fred Tootell mit seinen 53,295 m vom olympischen Rekord entfernt. Aufgestellt hatte diesen Rekord sein Landsmann Matthew McGrath bei den  Olympischen Spielen 1912. McGrath nahm hier in Paris mit bereits 48 Jahren an seinen vierten Olympischen Spielen teil und gewann mit 50,840 m hinter Tootell die Silbermedaille. Bronze holte sich der Brite Malcolm Nokes, der mit 48,875 m unter der 50-Meter-Marke blieb.
Im sechsten olympischen Hammerwurffinale gab es den sechsten US-Sieg. Gleichzeitig war es der vierte US-Doppelerfolg.
Malcolm Nokes gewann die erste britische Medaille im Hammerwurf.

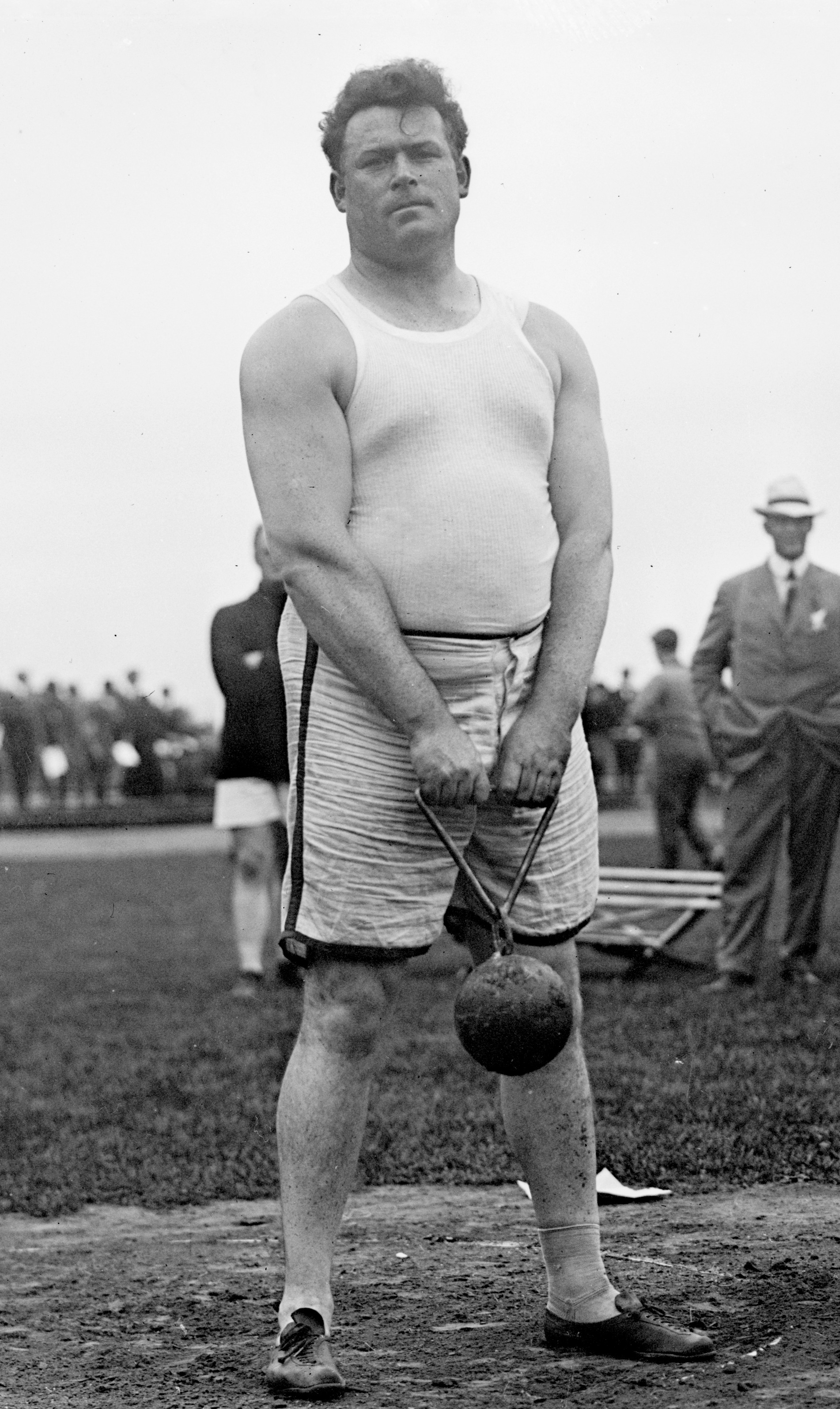
Der Olympiasieger der  Olympischen Spiele 1912, Matt McGrath – hier beim Gewichtwurf – gewann Silber
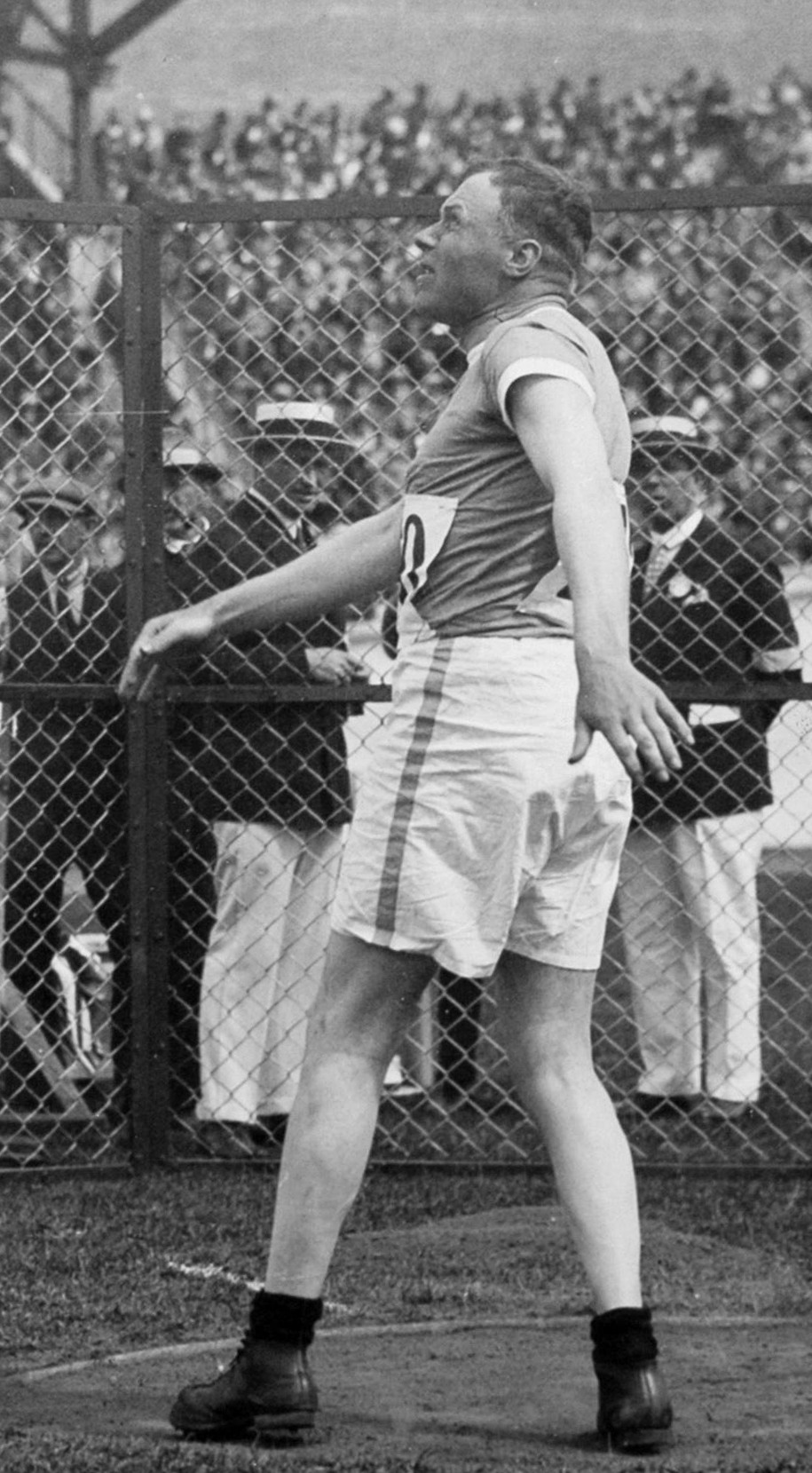
Erik Eriksson belegte Platz vier (Aufnahme von 1928)

## Video
- USA's Fred Tootell Wins Hammer Throw Gold - Paris 1924 Olympics, youtube.com, abgerufen am 6. Juni 2021
- The Olympic Games in Paris, 1924 (1925 Documentary), youtube.com, Bereich: 23:49 min bis 24:48 min, abgerufen am 6. Juni 2021